# 子孫叢林
子孙丛林，或稱子孙常住、子孫廟、子孫寺，是中國佛教和道教的主要寺庙、道观管理制度之一（另一為十方丛林）。子孙丛林使用世襲制，寺廟是本寺剃度僧人或出家道人的私有財產，内部有嚴格等級劃分，住持也必須在内部選出。少林寺即典型的子孫寺。
明清时子孙庙極為流行，在此者称“子孙和尚”。新中国成立后基本上废除了世袭的“子孙庙”传承制度，确认了“十方丛林”的基本原则。
目前管理中国佛教事务的是中国佛教协会，为中国佛教管理制定了一系列的规章制度并且在其网站公布。